# CKIS-FM
CKIS-FM ist ein privater Hörfunksender aus Toronto, Ontario, Kanada. Auf dem Sender werden aktuelle Top 40 Hits im Contemporary Hit Radio Format gesendet. Der Sender wird von Rogers Media betrieben. Einen weiteren Sender des gleichen Programmschemas betreibt Rogers Media in Edmonton, Alberta. Der Sender in Toronto sendet mit einer Leistung von 4.700 Watt. Ausgestrahlt wird das Programm vom First Canadian Place. 

## Geschichte
Am 8. August 1990 erhielt Rawlco Communications eine Sendegenehmigung von der Canadian Radio-television and Telecommunications Commission (CRTC). Zu Beginn sendete man American Country Music für die Zielgruppe der 25- bis 49-Jährigen. Der Sender begann mit seiner Ausstrahlung 1993. Als die Musikerin Anne Murray am 26. Januar 1993 offiziell den Sendebetrieb einläutete. 1999 übernahm Rogers Communication den Sender und änderte das Sendeformat auf Contemporary Hit Radio. Dieses Sendeformat wurde bis 2003 beibehalten. Bis in 2003 das Jack-FM-Format eingeführt wurde und bis 2009 Variety Hits gesendet wurden. Ab 2009 änderte man erneut das Sendeformat und läutete die zweite KISS-FM Äre ein, die bis heute beibehalten wurde.

## Programm und Shows
- The Roz & Mocha Show
- Damnit Maurie
- Taylor Kaye
- Cash Conners
- Dave Blezard
- Devo Brown
- Sheem
- DJ Clymaxxx
- HitStorm Top 22 Countdown